# German Artist Uncovers Australia
German Artist Uncovers Australia è un cortometraggio documentario del 1995 diretto da Margaret Haselgrove e basato sulla vita del pittore tedesco Nikolaus Lang.